# Большое Маресьево
Большое Маресьево — село в Лукояновском районе Нижегородской области России. Административный центр Большемаресьевского сельсовета.

## География
Село находится в юго-восточной части Нижегородской области, в зоне хвойно-широколиственных лесов, на правом берегу реки Пекшати, к северу от автодороги 22К-0076, на расстоянии приблизительно 26 километров (по прямой) к востоку от города Лукоянова, административного центра района. Абсолютная высота — 151 метр над уровнем моря.
Климат
Климат характеризуется как умеренно континентальный, с тёплым летом и холодной многоснежной зимой. Среднегодовая температура — 3,6 °C. Средняя температура воздуха самого тёплого месяца (июля) — 19,2 °C (абсолютный максимум — 39 °C); самого холодного (января) — −12,1 °C (абсолютный минимум — −44 °C). Безморозный период длится в среднем 210 дней. Среднегодовое количество атмосферных осадков составляет около 544 мм, из которых 372 мм выпадает в период с апреля по октябрь.
Часовой пояс
Село Большое Маресьево, как и вся Нижегородская область, находится в часовой зоне МСК (московское время). Смещение применяемого времени относительно UTC составляет +3:00.

## История
После проигрыша и невозможности заплатить «долг чести» Приклонский принимает предложение большемаресьевских крестьян откупиться от крепостной зависимости суммой денег, собранной ими. Сделка состоялась, и крестьяне стали свободными.
Начинается новый период в истории села. Крестьяне получили душевые наделы более солидные, чем в соседних селах, а потом прикупили у разорившихся помещиков землю в собственность. Появились первые лавки, из среды крестьян-предпринимателей выделились лукояновские купцы Валовы, Королёвы, Макаровы. Впоследствии Валовы поставили памятник царю-освободителю Александру II от благодарных крестьян с. Большого Маресьево, постамент которого до сих пор сохранился в парке у Дома культуры.

## Население
| 2002 | 2010 |
| ---- | ---- |
| 675  | ↘570 |

Этнический состав
Согласно результатам переписи 2002 года, в этнической структуре населения русские составляли 79 % из 675 чел.